# Två nötcreme och en Moviebox
Två nötcreme och en Moviebox – Hisnande generaliseringar om vår uppväxt i DDR-Sverige är en bok skriven av Filip Hammar och Fredrik Wikingsson. och utgiven den 27 oktober 2003 på Bonnier förlag. Den handlar om deras uppväxt i Sverige under 1980-talet, som de i boken kallar DDR-Sverige. Boken är fylld med berättelser från deras ungdom.